# Johannes Heckel
Johannes Wilhelm Otto Heckel (* 24. November 1889 in Kammerstein bei Schwabach; † 15. Dezember 1963 in Tübingen) war ein evangelischer Staats- und Kirchenrechtler.

## Familie
Johannes Heckel stammte aus einer Pfarrer- und Lehrerfamilie. Er war der Sohn des in Fürth tätigen Pfarrers Karl Heckel (1863–1932) und Bruder des Bischofs Theodor Heckel. 1921 heiratete er Luise, Tochter des Badedirektors Georg Binder. Aus der Ehe gingen eine Tochter, die Ägyptologin Ursula Kaplony-Heckel, und zwei Söhne hervor, darunter der Staats- und Kirchenrechtler Martin Heckel.

## Leben
Johannes Heckel studierte als Stipendiat der Stiftung Maximilianeum Rechtswissenschaft an der Universität München, wo er 1922 promoviert wurde. Er habilitierte sich 1923 bei dem Kirchenrechtler Ulrich Stutz mit einer Arbeit über die evangelischen Dom- und Kollegiatstifter in Preußen. Im selben Jahr erhielt er in Berlin eine Privatdozentur für Kirchenrecht und wurde dort 1926 zum außerplanmäßigen Professor ernannt. Zum 1. April 1928 wurde er auf ein Ordinariat für öffentliches Recht, insbesondere Kirchenrecht, an die Universität Bonn berufen. 1934 ging er nach München, wo er bis zu seiner Emeritierung 1957 blieb.
1931 verlieh ihm die Theologische Fakultät der Universität Berlin die Ehrendoktorwürde, 1940 wurde er Mitglied der Bayerischen Akademie der Wissenschaften.
Bedeutung erlangte Heckel durch seine Arbeiten zu den Rechtsbeziehungen zwischen Staat und Kirche sowie der Geschichte des evangelischen Kirchenrechts. Der 1932 erschienene Aufsatz Das staatskirchenrechtliche Schrifttum der Jahre 1930 und 1931 wird noch heute zitiert. Hier verteidigte Heckel das eingeschränkte Trennungsmodell der Weimarer Verfassung als gelungene Lösung des Staat-Kirche-Problems, was für einen Lutheraner in der Weimarer Zeit ungewöhnlich war. Mit seiner Formel des „allgemeinen Gesetzes“ als Schranke kirchlicher Autonomie begründete er eine Abgrenzung zwischen Staat und Kirche, die bis in die frühe Bundesrepublik vor allem in der Rechtsprechung verwendet wurde (vgl. Kirchliches Selbstbestimmungsrecht).
Während Heckel in der Endphase von Weimar noch republiktreu gewesen war, schwenkte er bereits ein Jahr später auf die Seite der neuen Machthaber über. Als Rechtsberater von Reichsbischof Ludwig Müller und der Deutschen Christen war er an der Gleichschaltung der evangelischen Kirchen und der innerkirchlichen Durchsetzung des Führerprinzips beteiligt. Heckel gehörte 1933 zu den Gründungsmitgliedern der nationalsozialistischen Akademie für Deutsches Recht Hans Franks. Im Herbst 1934 wurde Heckel nach München berufen. Beides belegt seine Anpassung an die neuen Machthaber.
Im staatsrechtlichen Schrifttum während des Nationalsozialismus war Heckels Verherrlichung der nationalsozialistischen Machtergreifung nach Einschätzung des Staatsrechtlers Horst Dreier die radikalste, blieb in ihrer Art aber auch vereinzelt. In seinem Aufsatz Die Führerrede und das sog. Ermächtigungsgesetz v. 30. Januar 1937. Eine verfassungsrechtliche Studie erklärte Heckel 1937, das „Amt des Führers“ sei wesentlich „ein providentielles Amt“. Das Führeramt sei „überhaupt durch keine irdische Instanz an Adolf Hitler übertragen worden, sondern durch jene höhere Macht, welche die Geschicke der Völker lenkt“. Am 3. November 1937 beantragte Heckel die Aufnahme in die NSDAP und wurde rückwirkend zum 1. Mai desselben Jahres aufgenommen (Mitgliedsnummer 5.152.699). Im selben Jahr schloss er sich dem NS-Dozentenbund an.
In Heckels Werk wirft vor allem der in verschiedenen Zusammenhängen, vor allem in kirchenrechtlichen Fragen auftretende Antisemitismus Probleme auf. Persönlich diskreditierte sich Heckel durch seine Mitgliedschaft in dem Beirat der „Forschungsabteilung Judenfrage“ im Reichsinstitut für Geschichte des neuen Deutschlands.
Nach dem Zusammenbruch des Nationalsozialismus bearbeitete Heckel vornehmlich kirchenrechtliche Fragen und vollendete mit „Lex charitatis“ einen der drei großen Grundlagenentwürfe zum evangelischen Kirchenrecht aus der Nachkriegszeit (neben Erik Wolf und Hans Dombois). In seinem Entwurf untersucht Heckel Luthers Werk auf Äußerungen zum Kirchenrecht und kommt schließlich zu einem dualistischen Kirchenrechtsverständnis, d. h. staatliches und kirchliches Recht seien wesensmäßig verschieden.
Ab 1951 war Heckel trotz seiner NS-Vergangenheit Präsident des Verfassungs- und Verwaltungsgerichts der Vereinigten Evangelisch-Lutherischen Kirche Deutschlands.

## Veröffentlichungen (Auswahl)
- Budgetrecht. In: Handbuch des Deutschen Staatsrechts, hrsg. v. Gerhard Anschütz und Richard Thoma, Bd. 2, 1932.
- Diktatur, Notverordnungsrecht, Verfassungsnotstand. In: Archiv des öffentlichen Rechts, Neue Folge 22, 1932, S. 257–338.
- Das Urteil des Staatsgerichtshofs vom 25.10.1932 in dem Verfassungsstreit Reich-Preußen. In: Archiv des öffentlichen Rechts, 1933, Neue Folge, Bd. 23, S. 183 ff.
- Der Einbruch des jüdischen Geistes in das deutsche Staats- und Kirchenrecht durch Friedrich Julius Stahl. In: Historische Zeitschrift 155, 1937, S. 506–541.
- Cura religionis, ius in sacra, ius circa sacra. In: Kirchenrechtliches Archiv (Festschrift für Ulrich Stutz), 117/118, 1938, S. 224–298; Nachdruck: Darmstadt 1962.
- Wehrverfassung und Wehrrecht des Großdeutschen Reichs, 1939.
- Initia iuris ecclesiastici Protestantium. In: Sitzungsberichte der Akademie der Wissenschaften München 5, 1949, 1950.
- Melanchthon und das deutsche Staatskirchenrecht. In: Um Recht und Gerechtigkeit. Festgabe für Erich Kaufmann zu seinem 70. Geburtstag, 1950.
- Kirchengut und Staatsgewalt. In: Rechtsprobleme in Staat und Kirche. Festschrift für Rudolf Smend zum 70. Geburtstag, 1952, S. 103–143.
- Lex charitatis. Eine juristische Untersuchung über das Recht in der Theologie Martin Luthers. In: AAM 36, 1953 (1973, überarb. u. erw., hrsg. v. Martin Heckel).
- Das blinde, undeutliche Wort „Kirche“. Gesammelte Aufsätze. Hrsg. v. Siegfried Grundmann, 1964; Verzeichnis der Schriften von Johannes Heckel: S. 725–734.

## Sekundärliteratur
- Gisela Emling: Johannes Heckel. Leben und Wirken (1889–1963) (= Rechtshistorische Reihe, Bd. 418). Peter Lang, Frankfurt/M. 2011.
- Dieter Grimm: Verfassungserfüllung – Verfassungsbewahrung – Verfassungsauflösung. Positionen der Staatsrechtslehre in der Staatskrise der Weimarer Republik. In: Heinrich August Winkler (Hrsg.): Die deutsche Staatskrise 1930–1933 – Handlungsspielräume und Alternativen, München 1992, S. 183 ff.
- Hermann Krause: Heckel, Johannes Wilhelm Otto. In: Neue Deutsche Biographie (NDB). Band 8, Duncker & Humblot, Berlin 1969, ISBN 3-428-00189-3, S. 180 (Digitalisat).
- Hermann Krause: Johannes Heckel. In: Jahrbuch der Bayerischen Akademie der Wissenschaften, 1964, S. 173–176 (online).
- Willibald Plöchl: Johannes Heckel. In: Österreichisches Archiv für Kirchenrecht 15, 1964, S. 138 f.
- Rudolf Smend: Johannes Heckel 70 Jahre alt. In: Zeitschrift für Evangelisches Kirchenrecht 7, 1959/60, S. 187.